# Peter R. Kann
Peter Robert Kann (* 1942 in Princeton, New Jersey) ist ein US-amerikanischer Unternehmer und Journalist. Er war der Vorstandsvorsitzende der Firma Dow Jones & Company, dem Verlag des The Wall Street Journal, und Redaktionsdirektor für alle Publikationen des Verlags.

## Leben
Er studierte an der Harvard University Politik. Dort begann er seine journalistische Tätigkeit als Berichterstatter der Harvard Crimson. Im Jahr 1964 begann er beim Journal. Erst war er Reporter in Pittsburgh und Los Angeles. Er war der erste Auslandskorrespondent des Journals in Vietnam ab 1976, dort berichtete er auch über den Vietnamkrieg von 1969 bis 1975, teilweise von Hongkong aus. Den Pulitzerpreis bekam er 1972 für seine Reportage über den Bangladesch-Krieg zwischen Indien und Pakistan 1971. Er wurde 1976 zum ersten Herausgeber und Redakteur des The Asian Wall Street Journal (mit Sitz in Hongkong) ernannt. Nach 12 Jahren in Asien kehrte er 1979 nach Amerika zurück. Dort wurde er 1980 zum Vizepräsidenten der Dow Jones & Company und Herausgeber des Journals ernannt. 1992 wurde er in die American Academy of Arts and Sciences gewählt. Kann ging 2006 in Ruhestand.
Kann sitzt im Vorstand der The Asia Society, dem Institute for Advanced Study in Princeton, Spelman College in Atlanta und des Aspen Institute. Er war auch Mitglied im Vorstand des Pulitzer-Preises.
Verheiratet ist er in zweiter Ehe mit der Pulitzerpreisträgerin Karen Elliott House, die ebenfalls bei Dow Jones arbeitete. Mit seiner ersten Frau hat er eine Tochter.